# Bembe (langue)
Pour les articles homonymes, voir Bembe et Beembe.
Ne doit pas être confondu avec Beembe (langue) parlée en République du Congo.
Le bembe (ou kibembe, ebembe, ibembe) est une langue bantoue parlée par les populations bembe en République démocratique du Congo et en Tanzanie. C'est la langue locale du territoire de Fizi.